# Даніель Кройтцер
Даніель Кройтцер (нім. Daniel Kreutzer; народився 23 жовтня 1979 у м. Дюссельдорф, Німеччина) — німецький хокеїст, правий нападник.   
Вихованець хокейної школи ХК «Дюссельдорфер». Виступав за ХК «Дюссельдорфер», ХК «Дуйсбург», «Рефірлевен Обераузен», «Кассель Гаскіс», «ДЕГ Дюссельдорф».
У складі національної збірної Німеччини учасник зимових Олімпійських ігор 2002 і 2006, учасник чемпіонатів світу 2000 (група B), 2001, 2002, 2003, 2004, 2005, 2006 (дивізіон I), 2007, 2009, 2010 і 2011, учасник Кубка світу 2004. 
У складі молодіжної збірної Німеччини учасник чемпіонатів світу 1997, 1998 і 1999 (група B). У складі юніорської збірної Німеччини учасник чемпіонатів Європи 1996 і 1997.